# Citronellol
Citronellol of dihydrogeraniol is een natuurlijk voorkomend acyclisch terpeen. Er komen 2 optische isomeren in de natuur voor. (+)-Citronellol, dat wordt gevonden in citronella, met inbegrip van het citroengras (50%), is een meer voorkomend isomeer dan (-)-citronellol, dat wordt gevonden in oliën uit rozen (18-55%) en pelargoniums. De stof komt voor als een kleurloze stroperige vloeistof.

## Toepassingen
Citronellol wordt gebruikt in parfum, shampoo, deodorant, haargel, zeep en als stof voor insectensprays. Ook wordt citronellol gebruikt als reactant in de synthese van chirale zijgroepen voor helisch georiënteerde halfgeleiders. Dit stimuleert onderzoek naar de optische activiteit van zulke systemen als ook de interactie m.b.t het zogeheten CISS-effect.

## Veiligheid
Citronellol wordt wereldwijd gebruikt als geurstof en smaakstof. Bij gebruik in cosmetica, waaronder parfums dient citronellol vermeld te worden als het een bepaalde concentratie overschrijdt, omdat het een bekend allergeen is. Citronellol moet wel worden vermeden door mensen met allergieën voor parfum.